# Emilija Erčić
Emilija Erčić (serbiska: Емилија Ерчић) född 14 juni 1962 i Belgrad är en handbollsspelare från det tidigare Jugoslavien som deltog i 1984 års olympiska handbollsturnering. Hon ingick i det jugoslaviska landslag som vann guldmedaljen. På tre matcher sköt hon två mål.